# Jean Malempré
Jean Julien Malempré (Ensival, 24 september 1850 - aldaar, 9 februari 1909) was een Belgisch volksvertegenwoordiger.

## Levensloop
Jean Malempré was in navolging van zijn vader wever van beroep en werkte in de textielfabriek van Sauvage in Ensival. 
Via zelfstudie bracht hij zichzelf een ideologische vorming bij. Hij was actief binnen de afdeling van de Eerste Internationale in Ensival en ondernam in 1877 met Pierre Fluche een poging om de textielvakbonden in de streek te reorganiseren naar het model van de Chambre du Travail in Brussel. In 1882 werd hij lid van de Mutualiteit van Ensival.
Hij sloot zich aan bij de socialistische Belgische Werkliedenpartij en hielp de partij mee uitbouwen in Ensival. Voorts was hij een van de medestichters van de socialistische federatie in het arrondissement Verviers en de arbeidersfederatie in de streek van Franchimont. In oktober 1887 werd Malempré verkozen tot gemeenteraadslid van Ensival, wat hij bleef tot aan zijn dood in 1909. Hiermee was hij een van de eerste socialistische verkozenen in de regio, zeven jaar voor de invoering van het algemeen meervoudig stemrecht. Van 1895 tot 1907 was hij schepen in de gemeente, bevoegd voor Financiën en Openbaar Onderwijs. In 1890 mislukte een poging om verkozen te worden in de Luikse provincieraad. Drie jaar later nam hij deel aan de acties die leidden tot de invoering van het algemeen meervoudig stemrecht.  
In oktober 1894, bij de grote doorbraak van de socialisten bij de eerste verkiezingen na de invoering van het algemeen meervoudig stemrecht, werd hij verkozen tot socialistisch volksvertegenwoordiger voor het arrondissement Verviers. Hij vervulde dit mandaat tot in 1898 en werd toen niet herkozen in de Kamer. Vervolgens werd Malempré correspondent voor de socialistische krant Le Peuple in Verviers en in 1899 werd hij voor het kanton Spa verkozen in de Luikse provincieraad. Hij nam na een jaar alweer ontslag als provincieraadslid, nadat hij bij de verkiezingen van mei 1900 opnieuw was verkozen als volksvertegenwoordiger. Ditmaal bleef hij in de Kamer zetelen tot aan zijn overlijden in februari 1909.
Als parlementslid kreeg Malempré voor elkaar dat er een onderzoek werd ingesteld naar de omstandigheden waarin kledingstukken werden geteld in de textielindustrie, waar sommige industriebazen mee fraudeerden om minder loon te hoeven geven aan hun arbeiders, die per kledingstuk werden betaald. Dat onderzoek leidde in 1903 tot de ondertekening van een koninklijk besluit dat het gebruik van automatische telmachines in de textielindustrie verplicht maakte. Ook kwam hij tussenbeide in verschillende parlementaire debatten, bijvoorbeeld over wetsvoorstellen over arbeidsongevallen en de landbouwbegrotingen. Ook was hij een voorstander van het verbieden van casino's.
Daarenboven droeg Jean Malempré geregeld bij aan de regionalistische socialistische en syndicale pers, met name L'Organe ouvrier (1894-1895), Le Parti ouvrier (1895-1898), En Avant (1898-1899), La Voix de Peuple (vanaf 1899) en Le Travail (vanaf 1901). Vanaf januari 1900 was hij ook medewerker van Le Tisserand, de krant van de weversvakbonden in de streek Verviers. 